# 哈特桥教堂

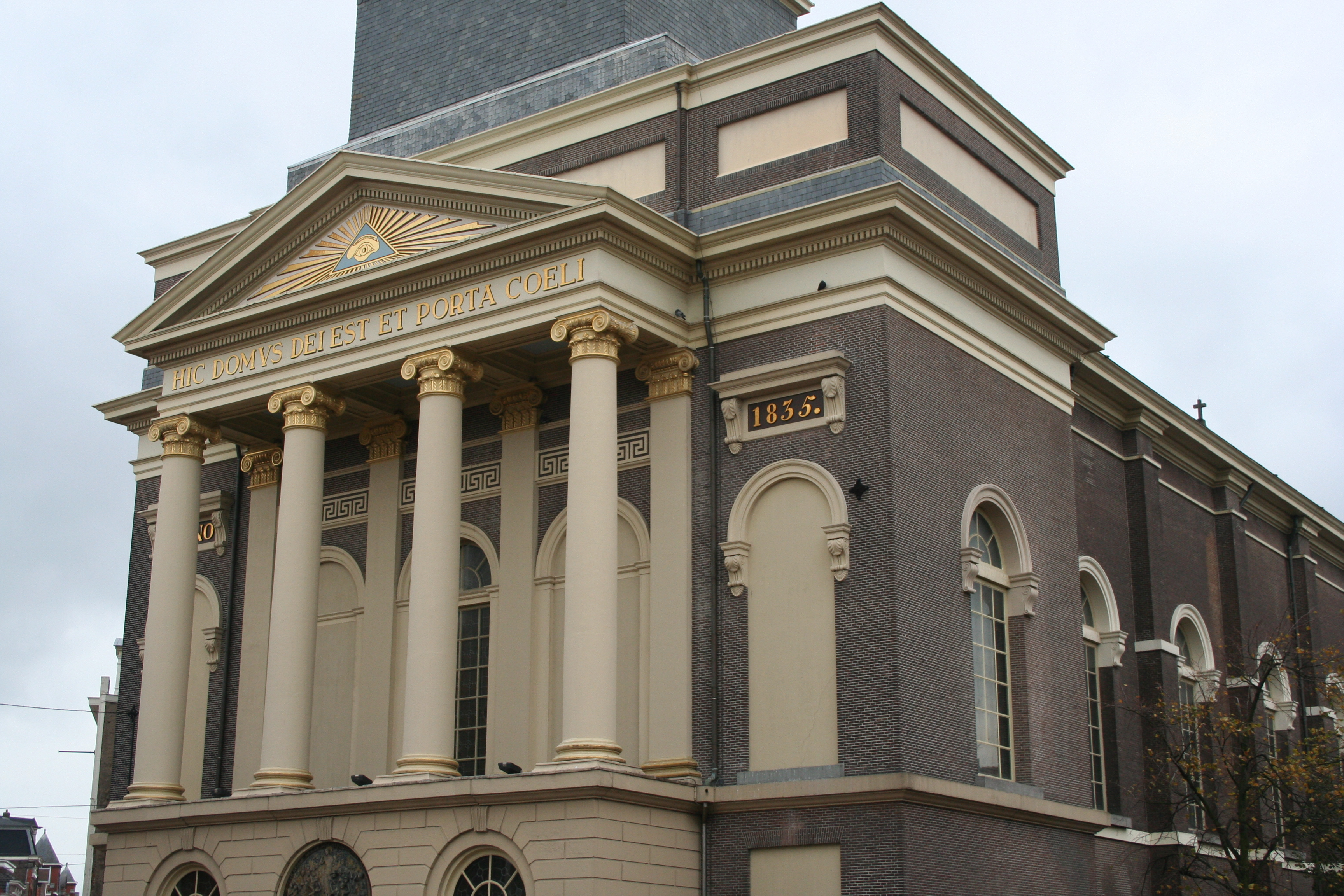
哈特桥教堂立面

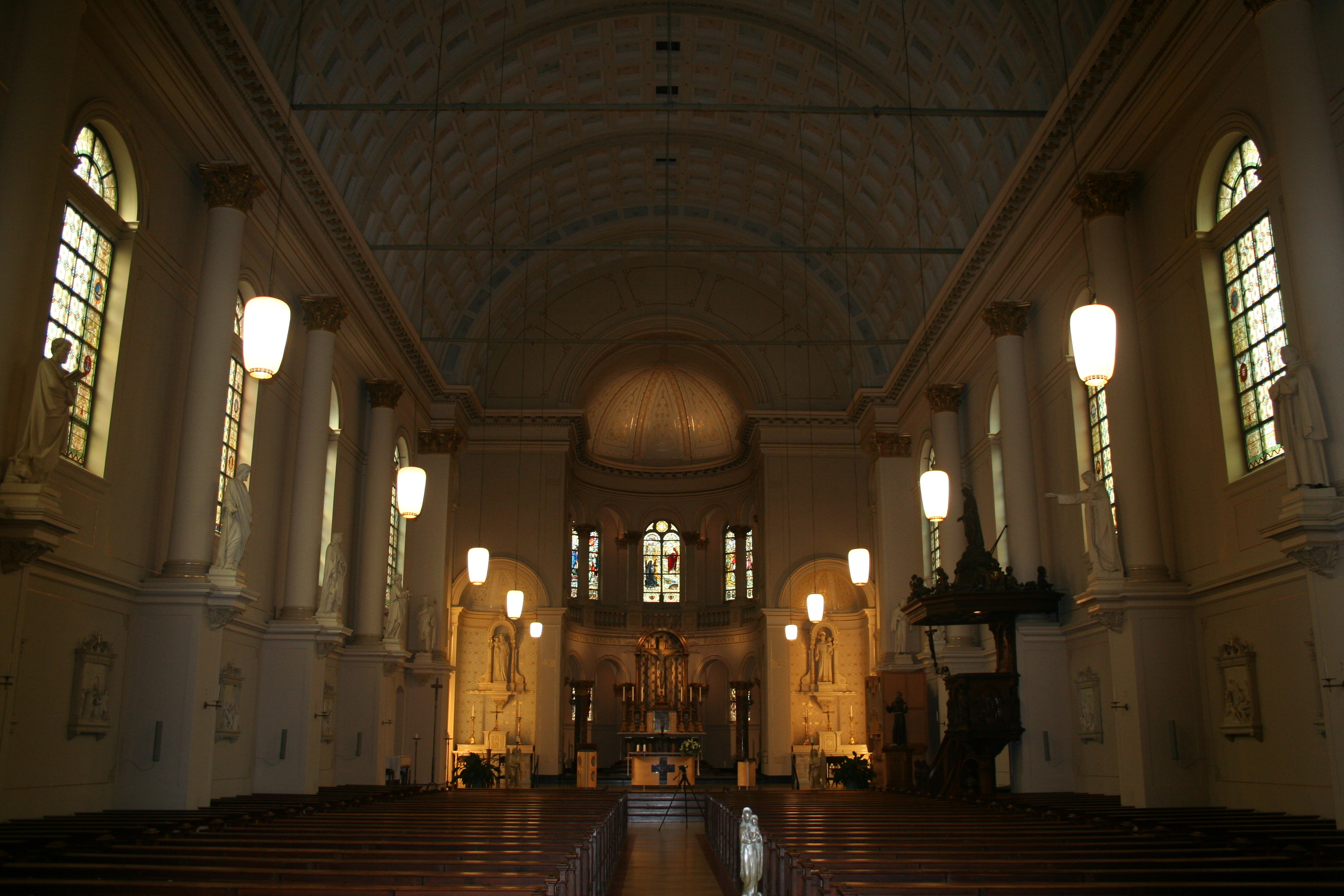
哈特桥教堂内景

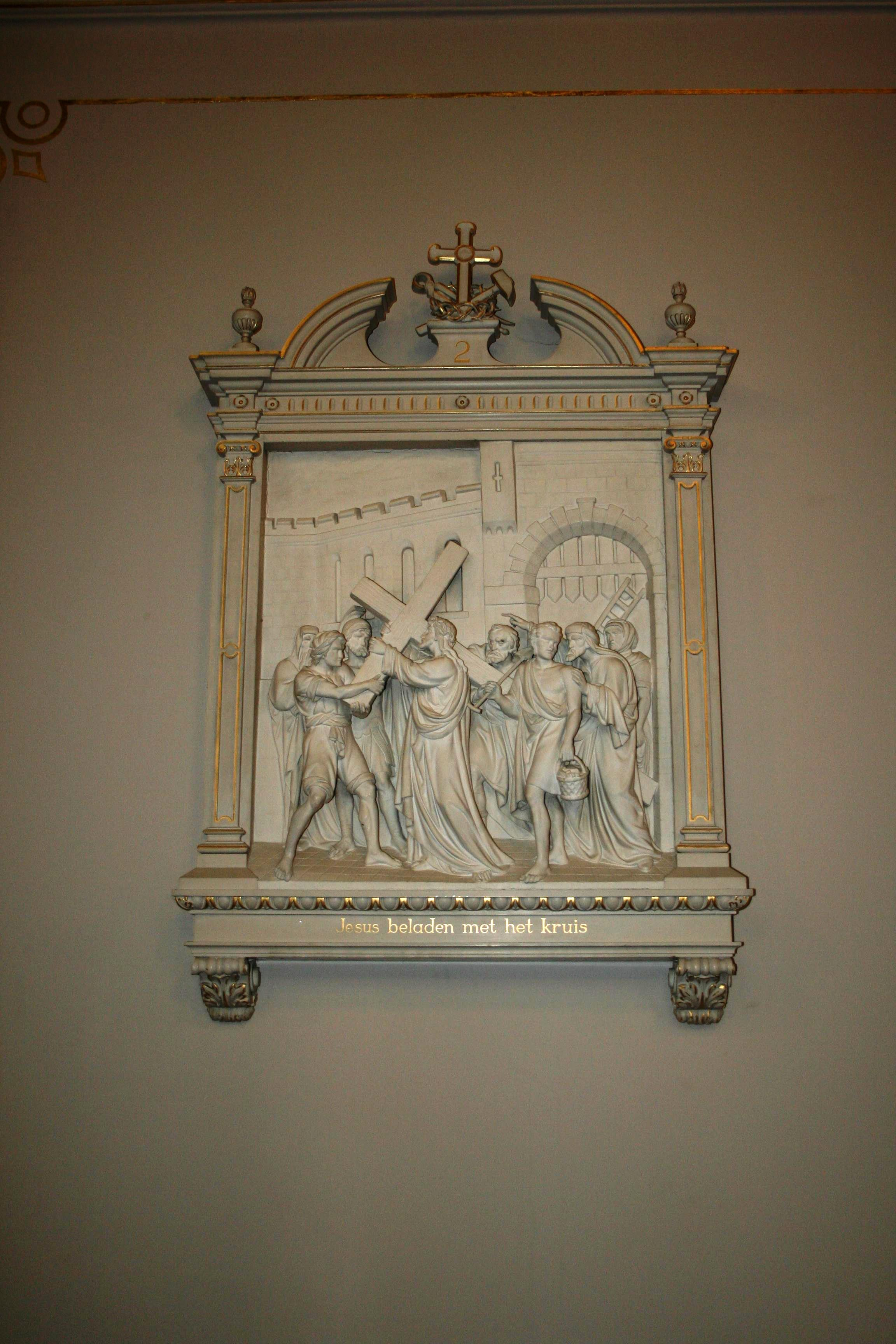
一幅耶稣钉十字架浮雕

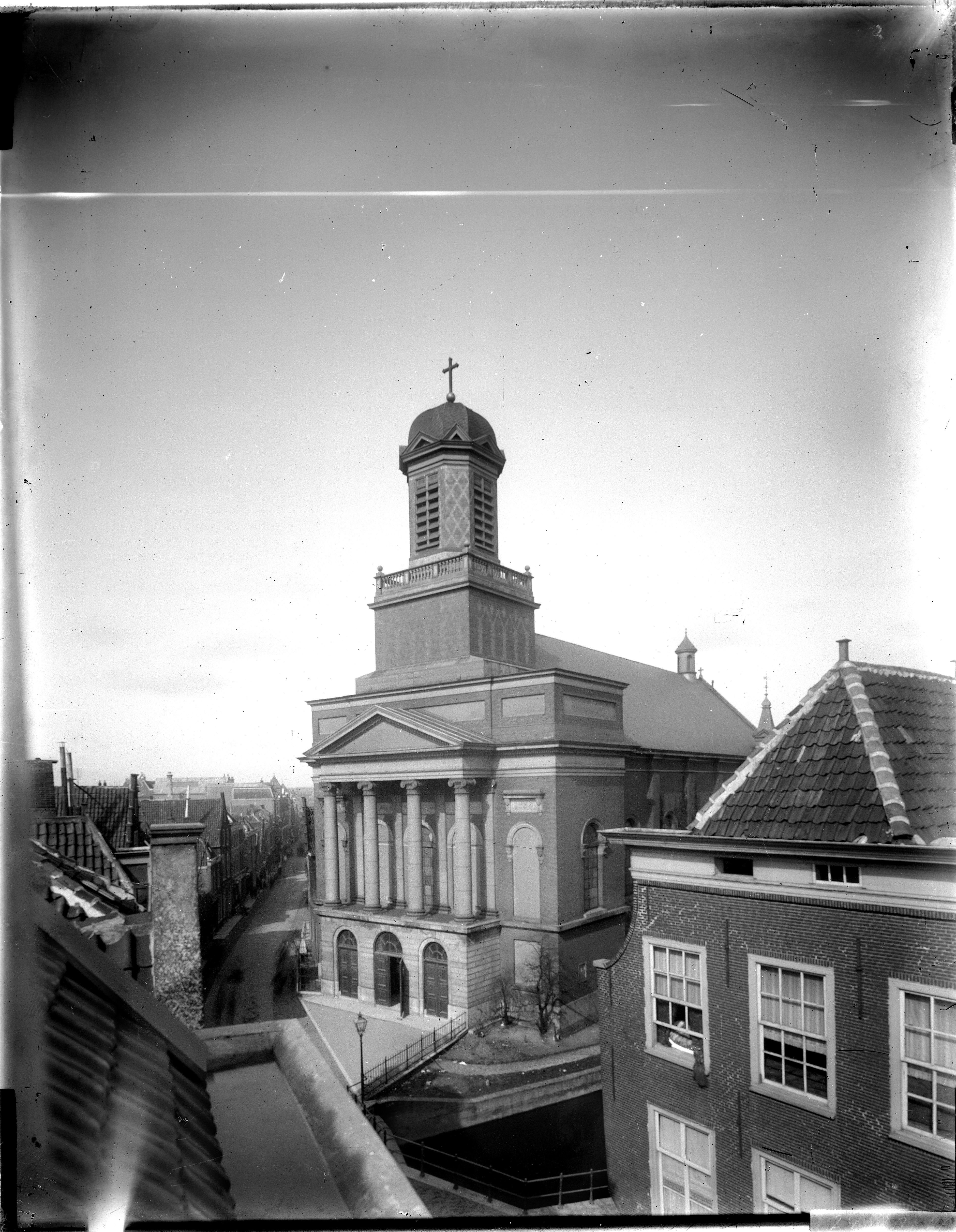
哈特桥教堂, 1895

哈特桥教堂（荷蘭語：Hartebrugkerk）是一座位于荷兰南荷兰省莱顿的罗马天主教教堂。其正式名称是圣母无玷始胎教堂（Onze Lieve Vrouw Onbevlekt Ontvangen）。该教堂得名于该处原有的一座同名桥梁——哈特桥。在莱顿的常住居民中，该教堂也被称为“Coeliekerk”（天堂教堂），因为正门上方的拉丁文格言是“Hic Domus Dei est et Porta Coeli”（此乃上帝之宅与天堂之门）。

## 历史
直到19世纪早期,在荷兰权力一直由基督新教（Protestant）掌握，而天主教徒只能在所谓居所教堂（schuilkerk）内举行宗教活动。当1848年宗教自由宪章制定后，莱顿亦获得了兴建天主教堂的良机。那时，莱顿城内的主要教堂都是基督新教的教堂，它们是：
- 圣母教堂（Onze Lieve Vrouwekerk）
- 彼得教堂（Pieterskerk）
- 高地教堂（Hooglandse Kerk）
- 马雷教堂（Marekerk）

新建的天主教堂被称为哈特桥教堂，因为它正对着Haarlemmerstraat上横跨在Mare上的同名桥梁。该建筑由西奥·莫肯波尔（Theo Molkenboer）设计，于1836年完工。工程造价达79.934荷兰盾。

## 建筑
该教堂是所谓水管理部教堂（waterstaatskerk）之一，也是新古典主义风格的教堂。这种古典式风格影响可见于其正立面，包括采用爱奥尼柱式的圆柱以及其上的提帕农（荷蘭語：tympanon）或称三角楣（荷蘭語：fronton）。在该提帕农中有一只眼睛，意为“alziende oog”（上帝之眼）。在其连续檐壁（荷蘭語：fries）（位于提帕农下方）上还刻有拉丁文格言。
教堂内部有许多浮雕和雕像，包括一系列耶稣钉十字架浮雕以及圣人和四位圣史的雕像。

## 管风琴
1877年，米哈埃尔·玛尔莎克尔维尔德（Michaël Maarschalkerweerd）新建成的管风琴取代了原来从Kuiperssteeg上的居所教堂（schuilkerk）搬来的管风琴。此后该管风琴经过数次翻新，包括1903年，1981年以及1985年。管风琴上有拉丁文谚语：“Laudate Dominum in Coro et Organo”，意为“以聖詠与管风琴讚頌上主”。
如今在该教堂内经常举行圣咏，特别是额我略平咏。